# Dakotaraptor steini
Dakotaraptor steini („Lupič z Dakoty“) byl rod „srpodrápého“ dinosaura z čeledi Dromaeosauridae. Žil až na samotném konci křídové periody) před 67 až 66 miliony let na území státu Jižní Dakota (USA). Obýval stejné ekosystémy souvrství Hell Creek, jako obří teropod Tyrannosaurus rex nebo rohatý dinosaurus Triceratops horridus. Patří tedy k posledním neptačím dinosaurům před jejich úplným vyhynutím na konci křídy.

## Objev a vědecký popis
První fosilie tohoto dromeosaurida objevil paleontolog Robert DePalma roku 2005 v okrese Harding v Jižní Dakotě, o pět let později o něm poprvé referuje ve své disertační práci. Roku 2015 pak společně s paleontology Davidem A. Burnham, zesnulým Larry Deanem Martinem, Peterem Larsem Larsonem a Robertem Thomasem Bakkerem dinosaura formálně popisuje. Jméno je poctou státu Jižní Dakota a zároveň i indiánskému kmeni Dakotů, který tuto oblast obýval. Druhové jméno je zase poctou paleontologovi Walteru W. Steinovi.

## Paleobiologie
Při délce asi 6 metrů a hmotnosti kolem 350 kilogramů patří k největším známým dromeosauridům, větším druhem byl snad jedině mnohem starší Utahraptor ostrommaysorum, který dosahoval délky až sedmi metrů a hmotnosti kolem půl tuny. Žil ovšem zhruba o 60 milionů let dříve v Utahu. Dakotaraptor měl typické mohutné drápy na zadních končetinách, dosahovaly podél vnějšího okraje délky až 24 cm, dinosaurus s nimi zřejmě zabíjel nebo si přidržoval kořist. Na jeho loketních kostech byly objeveny tzv. ulnární papily, které svědčí o tom, že teropod měl zaživa opeřené přední končetiny (a nejspíš i celé tělo). Podle proporcí dolních končetin zřejmě dokázal velmi rychle běhat.

## Systematika
Dakotaraptor byl blízký příbuzný podstatně menšího rodu Dromaeosaurus. Mezi jeho vzdálenější příbuzné pak patřily rody Deinonychus, Velociraptor, Utahraptor nebo Achillobator. Objevují se také spekulace, že může představovat dospělého jedince druhu Acheroraptor temertyorum, který žil ve stejných ekosystémech a byl podstatně menší. Vzdáleněji příbuzným druhem byl Dineobellator notohersperus, žijící zhruba ve stejné době na území současného Nového Mexika (souvrství Ojo Alamo).

## Pochyby o vědecké platnosti
Existuje podezření, že Dakotaraptor jako platný rod vůbec neexistoval a jedná se pouze o chiméru, stvořenou z fosilií různých druhů dinosaurů i jiných živočichů.
V roce 2023 začal otevřeně zpochybňovat validitu tohoto teropoda také italský paleontolog Andrea Cau. Mohlo by se také jednat o zástupce podčeledi Unenlagiinae.

## V literární fikci
Dakotaraptor se objevuje v knize Poslední dny dinosaurů, kde tříčlenná smečka tohoto velkého opeřeného teropoda ohrožuje čtveřici cestovatelů časem.

### Česká literatura
- SOCHA, Vladimír (2021). Dinosauři – rekordy a zajímavosti. Nakladatelství Kazda, str. 14.